# ムヒーッディーン・マグリビー
ムヒーッディーン・マグリビー（Muḥyī al-Dīn al-Maghribī, محيي الدين المغربي、c.1220年 - c.1283年）は、13世紀のムスリムの天文学者。マグリブかアンダルスに生まれ、シリアで活動し、のちにイランでマラーガ天文台の設立に携わった。三角法の研究で知られる。

## 生涯と著作
マグリビーの全名は、ムヒー・ミッラ・ワッディーン・ヤフヤー・ブン・ムハンマド・ブン・アビーッシュクル，アルマグリビー，アルアンダルスィー（アラビア語ラテン翻字: muḥyī-i-milla-wa-d-din yahyā b. muḥammad b. abī-sh-shukr al-maghribī al-andalusī）という。ハキーム・マグリビー（حكيم المغربي）の尊号、アブル・ファトフ（ابوالفتح）のクンヤが知られている。
ニスバなどからアンダルス生まれとされる。ナスィールッディーン・トゥースィーと共に研究するためにイラン高原北西部のマラーガへ行き、そこで天文台の設立に携わった。専門は天文学と数学であり、とりわけ三角法に関する研究で知られる。著作は、『メネラオスの定理についての書』や『正弦の計算に関する小論』などがある。なお、サイイド・ブン・ターウース、ムハッキク・ヒッリー、イブン・マイサム・バハラーニーと同時代人である。